# Birgit Jürgenssen
Birgit Jürgenssen (Viena,1949–Viena, 2003) fue una fotógrafa austriaca, pintora, artista gráfica, curadora y profesora. Se especializó en body art femenino, con autorretratos y series de fotografía, que revelaron una secuencia de acontecimientos relacionados con la vida social cotidiana de una mujer en sus diversas formas, incluyendo una atmósfera de miedo impactante y prejuicios comunes. Fue aclamada como una de las «destacadas representantes internacionales de la vanguardia feminista».  Vivió en Viena. Además de realizar exposiciones individuales de sus obras fotográficas y otras obras de arte, también enseñó en la Universidad de Artes Aplicadas de Viena (Universität für angewandte Kunst Wien) y en la Academia de Bellas Artes de Viena (Akademie der bildenden Künste Wien).

## Biografía
Jürgenssen nació en Viena, Austria, en 1949. Entre 1968 y 1971 estudió en la Universidad de Artes Aplicadas de Viena. A partir de finales de los años 60, desarrolló diversas formas de arte fotográfico que giraban en torno al cuerpo femenino y su transformación.
La obra de Jürgenssen presenta formas de feminidad a través de fotografías, las cuales delimitan los códigos culturales externos dentro del marco de la naturaleza represiva y frecuentemente restrictiva de la vida de una mujer. En el corpus de sus obras, presentadas en asociación con Hubert Winter quien administró su patrimonio titulado "El patrimonio de Jürgenssen", las imágenes son un amplio mosaico de dibujos, acuarelas, fotogramas, pantallas, gráficos solares y objetos de diversas colecciones. En 1972, fotografió su propio cuerpo como una representación de género en cuatro posturas con la inscripción "frau (mujer)". En otro autorretrato, realizado en 1976, llamado "Ich möchte hier raus! (¡Quiero salir de aquí!)", se le ve a Jürgenssen vestida con un "pulcro broche de encaje blanco y collar", presionando su mejilla y sus manos contra una vitrina de cristal, lo que se interpreta como "una trampa en los códigos represivos de belleza y domesticidad a los que las mujeres a menudo han sido sometidas".
Las obras fotográficas de Jürgenssen, que suman 250, se expusieron en una retrospectiva organizada por el Sammlung Verbund y el Bank Austria Art Forum; 50 de estas obras se exhiben exclusivamente en el Sammlung Verbund de Viena.
Una de las obras de Jürgenssen se titula "10 días - 100 fotos", publicada en 1980. Esta colección, que cuenta con 100 fotografías tomadas en un período de 10 días, consiste en autorretratos, con el rostro excluido o camuflado por piel. Fueron realizadas en Polaroids y fotografías que se ambientaron de forma asimétrica con interjecciones de unas pocas líneas narrativas. Jürgenssen dijo sobre estas imágenes: «La identidad de la mujer ha desaparecido, todo, excepto el objeto fetiche que es el foco de la fantasía masculina». En otra obra de 1974 titulada "Amazonas", fotografió a una "madre e hijo" en una pose de pie y con las manos sostenidas como "los últimos días de las figuras sagradas en una silla alta de hierro".
Jürgenssen utilizó la piel como diseño central en muchos de sus dibujos, objetos y fotografías, y adoptó y representó las propiedades de los materiales de la imagen. Bajo este contexto, su "Serie de zapatos", realizada en los años setenta, consistió en esculturas acompañadas de dibujos ilustrativos. Hizo 18 esculturas de zapatos, cada una con diferentes materiales como porcelana y cera, óxido y pan, el hueso de la mandíbula de un animal sobre un cojín de seda titulado Relict Shoe (1976), o Flyweight Shoes (1973), dos botas de organza de papel delgado con apariencia de moscas muertas bien conservadas y cosidas en la tela. Algunos de sus dibujos representan tres rocas en forma de pubis con el título Beauty Competition (1978), y a Marlene Dietrich en su pose característica, con rulos en las pestañas y fumando en la cama.
Otros imágenes notables coloreadas a mano son: Delantal de cocina (1979), Nido (1979) o Monja (1979), autorretrato pintado de oro en máscara negra tumbado en un "escenario teatral". En particular, "Delantal de cocina para amas de casa" (Hausfrauen-Küchenschürze), fotografía tomada en 1975, en donde se representa a sí misma como una forma femenina que se subsume con "una estufa de cocina para formar un nuevo organismo".

## Exposiciones seleccionadas
- X X Kunsthal Charlottenborg, Copenhague, 1975.
- MAGNA. Feminismus: Kunst und Kreativität, Galerie nächst St. Stephan, Vienna, 1975.
- LINEATUREN. Graphische Sammlung, Albertina, Wien, 1978.
- Birgit Jürgenssen, 10 Tage - 100 Fotos, Galerie Hubert Winter, Vienna, 1981. (solo)
- Jack Tilton Gallery, New York, 1984. (solo)
- Birgit Jürgenssen, Graeme Murray Gallery, Edinburgh, 1988. (solo)
- THE AGE OF WOMEN, Judy Fox, Anne Tardos, Birgit Jürgenssen, Vicky Faust. Jack Tilton Gallery, New York, 1989.

- Birgit Jürgenssen, Mario Flecha Gallery, London, 1991. (solo)
- NEW ACQUISITIONS, An Exhibition of Artists Books and Multiples Art Metropole, Toronto, 1995.
- ELEMENTS, Austrian Paintings since 1980, Hugh Lane Municipal Gallery of Modern Art, 4 Rooms, Dublin, 1996.
- Birgit Jürgenssen, I met a stranger, Secession, Ver Sacrum Raum, Vienna, 1996. (solo)
- Birgit Jürgenssen, Sooner or Later, TZ - Art Gallery, New York, 1997. (solo)
- Birgit Jürgenssen, Früher oder später, Landesgalerie, Oberösterreichisches Landesmuseum, Linz, 1998.
- Schuhwerk. Subversive Aspects of Feminism, MAK, Vienna, 2004. (solo)
- ROLE PLAY, Feminist Art Revisited 1960–1980, Galerie Lelong, New York, 2007.
- Female Trouble. Die Kamera als Spiegel und Bühne weiblicher Inszenierungen, Pinakothek der Moderne, Munich, 2008.
- Wir sind Maske, Kunsthistorisches Museum, Vienna, 2009.
- Sammlung Verbund, Vienna, 2009; and Schuhwerk. (solo)
- elles@centrepompidou. Artistes femmes dans les collections du Musée national d'art moderne, Centre Pompidou, Paris, 2010.
- Retrospective, Bank Austria Kunstforum, Vienna,2011 (solo)
- Birgit Jürgenssen. McCAFFREY FINE ART, New York, 2013. (solo)
- Privacy, Schirn Kunsthalle, Frankfurt, 2013
- SELF, MODEL, AND SELF AS OTHER. MFAH - The Museum of Fine Arts, Houston, 2013.
- BODY I AM: Birgit Jürgenssen, Ana Mendieta & Hannah Wilke. Alison Jacques Gallery, London, 2013.
- XL: 19 New Acquisitions in Photography. MoMA - The Museum of Modern Art, New York, 2013.
- Birgit Jürgenssen. Alison Jacques Gallery, London, 2013.(solo)
- Birgit Jürgenssen. Das Alphabet der Birgit Jürgenssen. Arbeiten aus den Jahren 1970-72. Galerie Hubert Winter, Vienna, 2014. (solo)
- Gwangju Biennale 2014. Burning Down The House. Gwangju, Südkorea, 2014.
- Birgit Jürgenssen. Rankings. Galerie Hubert Winter, Wien, 2015. (solo)
- Feministische Avantgarde der 1970er Jahre. Sammlung Verbund. Kunsthalle Hamburg, 2015.
- Jürgenssenweg. Birgit Jürgenssen, Astrid Nylander & Stine Ølgod. Galerie Hubert Winter, Vienna, 2016.
- Birgit Jürgenssen. Fergus McCaffrey, St. Barth, 2016.
- Identity Revisited. The Warehouse, Dallas, 2016.
- Prière de Toucher. Der Tastsinn der Kunst. Museum Tinguely, 2016.
- ICH. Schirn Kunsthalle, Frankfurt, 2016.
- Das imaginäre Museum. Werke aus dem Centre Pompidou, der Tate und dem MMK. Museum für Moderne Kunst, Frankfurt, 2016.
- Die zu sein scheint, die bin ich. Fotografien der 70er Jahre von Birgit Jürgenssen, Katherina Sieverding, Cindy Sherman und Francesca Woodman. Galerie Thomas Schulte, Berlín, 2016.
- Ungesehenes. Galerie Hubert Winter,  Vienna, 2017.
- Meret Oppenheim and Her Artist Friends. MASILugano, 2017.
- Pro(s)thesis. Akademie der bildenden Künste Wien, 2017.
- Birgit Jürgenssen. Io sono. GAMeC Bergamo, 2019.

## Monografías
A Jürgenssen también se le atribuye la publicación de dos importantes monografías. Una fue publicada en 2009 por Hatje Cantz / Sammlung Verbund que fue editada por Gabriele Schor y Abigail Solomon-Godeau. Esta monografía, que contiene varias ilustraciones de sus fotografías, pone de manifiesto su aproximación independiente con la historia del arte, su ecuación con la literatura, las teorías de la psicología y el "estructuralismo".
La segunda monografía fue publicada en 2011 por Prestel y fue editada por Gabriele Schor y Heike Eipeldauer.
- Gabriele Schor (eds.): Birgit Jürgenssen. Hatje Cantz, Ostfildern 2009 ISBN 978-3-7757-2460-9
- Gabriele Schor, Heike Eipeldauer (eds.): Birgit Jürgenssen. Ausst. Kat. Austria de banco Kunstforum, Viena. Múnich, Prestel, 2010

## Otras publicaciones
- Landesgalerie Oberösterreich: Birgit Jürgenssen - früher oder später. Anlässlich der gleichnamigen Ausstellung in der Oberösterreichischen Landesgalerie, Linz, 12. Februar – 15. März 1998. Bibliothek der Provinz, Weitra 1998 [./https://de.wikipedia.org/wiki/Spezial:ISBN-Suche/3854740220 ISBN 3-85474-022-0].
- [./https://de.wikipedia.org/wiki/Peter_Noever Peter Noever] (Hrsg.): Birgit Jürgenssen. Schuhwerk - Subversive Aspects of "Feminism". [Katalog anlässlich der gleichnamigen Ausstellung im MAK Wien, 17. März – 6. Juni 2004] MAK, Wien 2004 [./https://de.wikipedia.org/wiki/Spezial:ISBN-Suche/3900688591 ISBN 3-900688-59-1].
- Gabriele Schor (Hrsg.): Birgit Jürgenssen. Hatje Cantz, Ostfildern 2009 [./https://de.wikipedia.org/wiki/Spezial:ISBN-Suche/9783775724609 ISBN 978-3-7757-2460-9].
- Gabriele Schor, Heike Eipeldauer (Hrsg.): Birgit Jürgenssen. Ausst. Kat. Bank Austria Kunstforum, Wien. München u. a., Prestel, 2010 [./https://de.wikipedia.org/wiki/Spezial:ISBN-Suche/9783791351032 ISBN 978-3-7913-5103-2]
- Gabriele Schor (Hrsg.): WOMAN. The Feminist Avant-Garde of the 1970s. Works from the SAMMLUNG VERBUND, Vienna. Ausst. Kat. BOZAR, Centre for Fine Arts, Brussels, 2014 [./https://de.wikipedia.org/wiki/Spezial:ISBN-Suche/9789074816434 ISBN 978-90-74816-43-4]
- Rita E. Täuber (Hrsg.): Gnadenlos. Künstlerinnen und das Komische. Ausst. Kat. Kunsthalle Vogelmann / Städtische Museen Heilbronn. Wienand Verlag, Köln, 2012. [./https://de.wikipedia.org/wiki/Spezial:ISBN-Suche/9783868321364 ISBN 978-3-86832-136-4]
- Brigitte Huck (et al.): Die Damen. Ausst. Kat. Zeitkunst Niederösterreich, St. Pölten. Nürnberg: Verlag für moderne Kunst, 2013. [./https://de.wikipedia.org/wiki/Spezial:ISBN-Suche/9783869844466 ISBN 978-3-86984-446-6]
- The Museum of Modern Art, New York (Hrsg.): Photography at MOMA. 1960 – Now. Ausst. Kat. The Museum of Modern Art, New York. New York, The Museum of Modern Art, 2015. [./https://de.wikipedia.org/wiki/Spezial:ISBN-Suche/9780870709692 ISBN 978-0-87070-969-2]
- Massimo Gioni, Roberta Tenconi (Hrsg.): The Great Mother. Ausst. Kat. Fondazione Nicola Trussardi, Mailand. Mailand, Skira Editore, 2015. [./https://de.wikipedia.org/wiki/Spezial:ISBN-Suche/9788857228600 ISBN 978-88-572-2860-0]
- Patricia Allmer (Hrsg.): Intersections. Women artists/surrealism/modernism. Manchester: Manchester University Press, 2016. [./https://de.wikipedia.org/wiki/Spezial:ISBN-Suche/9780719096488 ISBN 978-0-7190-9648-8]